# Coupe du monde de ski alpin 1981-1982
Navigation
Édition précédente Édition suivante
La coupe du monde de ski alpin 1981-1982 commence le 4 décembre 1981 avec le géant femmes de Val-d'Isère et se termine le 27 mars 1982 avec le slalom femmes de Montgenèvre.
Les hommes disputent 33 épreuves : 10 descentes, 9 géants, 9 slaloms et 5 combinés.
Les femmes disputent 31 épreuves : 8 descentes, 9 géants, 10 slaloms et 4 combinés.
Les championnats du monde sont disputés à Schladming du 28 janvier au 7 février 1982.

## Tableau d'honneur
| Catégorie | Messieurs                    | Dames                       |
| --------- | ---------------------------- | --------------------------- |
| Général   | Phil Mahre                   | Erika Hess                  |
| Descente  | Steve Podborski Peter Müller | Marie-Cécile Gros-Gaudenier |
| Géant     | Phil Mahre                   | Irene Epple                 |
| Slalom    | Phil Mahre                   | Erika Hess                  |
| Combiné   | Phil Mahre                   | Irene Epple                 |

## Résumé de la saison
Phil Mahre survole la coupe du monde de ski 1982 avec 8 victoires et 12 podiums.
L'américain est virtuellement sacré dès la fin janvier après son succès dans le slalom de Wengen et il s'adjuge les globes de cristal du géant, slalom et combiné. Aucun skieur depuis Jean-Claude Killy en 1967 n'avait fait preuve d'une telle maitrise.
Son frère Steve est troisième du classement général et remporte 5 courses. Les frères Mahre signent 3 doublés et gagnent 4 victoires consécutives en mars.
Ingemar Stenmark termine second du classement général pour la troisième année consécutive mais, contrairement aux saisons précédentes, il n'a jamais été en mesure de lutter pour la victoire finale. Le suédois ne gagne sa première course de la saison que le 9 janvier à Morzine et, pour la première fois depuis 1974, ne remporte aucun globe de cristal.
Peter Müller gagne les 3 dernières descentes de la saison à Whistler et Aspen et remporte ainsi à égalité avec Steve Podborski (115 points). - Franz Klammer gagne à Val-d'Isère sa première descente depuis mars 1978.
Pirmin Zurbriggen remporte en 1982 ses premières victoires avec le combiné de Wengen/Adelboden et le géant de San Sicario.
La coupe du monde 1982 est un chassé-croisé et un duel indécis entre Erika Hess et Irene Epple.
La suissesse brille dans les épreuves techniques et l'allemande s'illustre dans les épreuves de vitesse.
Erika Hess fait un pas décisif vers le globe de cristal grâce à ses victoires à l'Alpe d'Huez le même jour en slalom et en géant.
Les sœurs Epple font mainmise sur la coupe du monde de géant : Irene gagne 4 courses et le globe de cristal, Maria remporte 3 courses.
Hanni Wenzel se blesse au genou en décembre dans la descente de Saalbach I.
Marie-Cécile Gros-Gaudenier gagne à Saalbach une descente (la dernière victoire d'une Française en descente remontait à décembre 1971 avec Jacqueline Rouvier à Val-d'Isère), puis le globe de cristal de la discipline, 12 ans après le succès d'Isabelle Mir.
L'autrichienne Sylvia Eder remporte la descente de Bad Gastein II à seulement 16 ans et 4 mois et devient ainsi la plus jeune skieuse vainqueur d'une descente en coupe du monde de ski. Annoncée comme la « nouvelle Pröll », elle ne confirmera jamais son potentiel et ne gagnera sa deuxième (et dernière) victoire que 13 ans plus tard à Vail en super-G.

## Système de points
Le vainqueur d'une épreuve de coupe du monde se voit attribuer 25 points pour le classement général. Les skieurs classés aux quinze premières places marquent des points.
| Place  | 1er | 2d | 3e | 4e | 5e | 6e | 7e | 8e | 9e | 10e | 11e | 12e | 13e | 14e | 15e |
| ------ | --- | -- | -- | -- | -- | -- | -- | -- | -- | --- | --- | --- | --- | --- | --- |
| Points | 25  | 20 | 15 | 12 | 11 | 10 | 9  | 8  | 7  | 6   | 5   | 4   | 3   | 2   | 1   |

## Classement général
| Rang | Nom               | Points | Victoire(s) |
| ---- | ----------------- | ------ | ----------- |
| 1    | Phil Mahre        | 309    | 8           |
| 2    | Ingemar Stenmark  | 211    | 5           |
| 3    | Steve Mahre       | 183    | 5           |
| 4    | Peter Müller      | 132    | 3           |
| 5    | Andreas Wenzel    | 129    | -           |
| 6    | Marc Girardelli   | 121    | -           |
| 7    | Joël Gaspoz       | 119    | 1           |
| 8    | Steve Podborski   | 115    | 3           |
| 9    | Bojan Križaj      | 108    | 1           |
| 10   | Harti Weirather   | 97     | 2           |
| 11   | Pirmin Zurbriggen | 96     | 2           |
| 12   | Erwin Resch       | 76     | 1           |
| 13   | Hans Enn          | 75     | -           |
| 14   | Franz Klammer     | 71     | 1           |
| 15   | Franz Gruber      | 69     | -           |
| 16   | Paolo de Chiesa   | 68     | -           |
| 17   | Ken Read          | 65     | -           |
| 18   | Leonhard Stock    | 64     | -           |
| 19   | Jacques Lüthy     | 63     | -           |
| 20   | Hubert Strolz     | 59     | -           |

| Rang | Nom                         | Points | Victoire(s) |
| ---- | --------------------------- | ------ | ----------- |
| 1    | Erika Hess                  | 297    | 7           |
| 2    | Irene Epple                 | 282    | 6           |
| 3    | Christin Cooper             | 198    | 3           |
| 4    | Maria Epple                 | 166    | 3           |
| 5    | Cindy Nelson                | 158    | -           |
| 6    | Ursula Konzett              | 137    | 1           |
| 6    | Lea Sölkner                 | 137    | -           |
| 8    | Perrine Pelen               | 125    | -           |
| 9    | Tamara McKinney             | 116    | -           |
| 10   | Maria-Rosa Quario           | 109    | -           |
| 11   | Elisabeth Chaud             | 98     | 1           |
| 12   | Holly Flanders              | 90     | 2           |
| 13   | Gerry Sorensen              | 90     | 2           |
| 14   | Daniela Zini                | 88     | -           |
| 15   | Marie-Cécile Gros-Gaudenier | 87     | 1           |
| 16   | Doris de Agostini           | 84     | 2           |
| 17   | Maria Walliser              | 75     | -           |
| 18   | Fabienne Serrat             | 73     | -           |
| 19   | Hanni Wenzel                | 72     | 1           |
| 20   | Ingrid Eberle               | 68     | -           |

## Classements de chaque discipline
Les noms en gras remportent les titres des disciplines.

### Descente
| Rang | Nom               | Points | Victoire(s) |
| ---- | ----------------- | ------ | ----------- |
| 1    | Steve Podborski   | 115    | 3           |
| 1    | Peter Müller      | 115    | 3           |
| 3    | Harti Weirather   | 97     | 2           |
| 4    | Erwin Resch       | 76     | 1           |
| 5    | Franz Klammer     | 71     | 1           |
| 6    | Ken Read          | 65     | -           |
| 7    | Toni Bürgler      | 54     | -           |
| 8    | Peter Wirnsberger | 53     | -           |
| 9    | Helmut Höflehner  | 51     | -           |
| 10   | Franz Heinzer     | 50     |             |

| Rang | Nom                         | Points | Victoire(s) |
| ---- | --------------------------- | ------ | ----------- |
| 1    | Marie-Cécile Gros-Gaudenier | 87     | 1           |
| 2    | Holly Flanders              | 84     | 2           |
| 2    | Doris de Agostini           | 84     | 2           |
| 4    | Gerry Sorensen              | 81     | 2           |
| 5    | Irene Epple                 | 69     | -           |
| 6    | Lea Sölkner                 | 64     | -           |
| 7    | Cindy Nelson                | 61     | -           |
| 8    | Elisabeth Chaud             | 59     | -           |
| 8    | Maria Walliser              | 59     | -           |
| 10   | Ingrid Eberle               | 50     | -           |

### Géant
| Rang | Nom               | Points | Victoire(s) |
| ---- | ----------------- | ------ | ----------- |
| 1    | Phil Mahre        | 105    | 1           |
| 2    | Ingemar Stenmark  | 101    | 3           |
| 3    | Marc Girardelli   | 77     | -           |
| 4    | Hans Enn          | 75     | -           |
| 5    | Joël Gaspoz       | 70     | 1           |
| 6    | Pirmin Zurbriggen | 67     | 1           |
| 7    | Steve Mahre       | 66     | 2           |
| 8    | Bojan Križaj      | 45     | -           |
| 9    | Hubert Strolz     | 44     | -           |
| 10   | Jean-Luc Fournier | 43     | -           |

| Rang | Nom               | Points | Victoire(s) |
| ---- | ----------------- | ------ | ----------- |
| 1    | Irene Epple       | 120    | 4           |
| 2    | Maria Epple       | 110    | 3           |
| 3    | Erika Hess        | 105    | 1           |
| 4    | Tamara McKinney   | 74     | -           |
| 5    | Christin Cooper   | 68     | -           |
| 6    | Perrine Pelen     | 48     | -           |
| 7    | Cindy Nelson      | 47     | -           |
| 8    | Ursula Konzett    | 37     | -           |
| 8    | Fabienne Serrat   | 37     | -           |
| 10   | Maria-Rosa Quario | 31     | -           |

### Slalom
| Rang | Nom              | Points | Victoire(s) |
| ---- | ---------------- | ------ | ----------- |
| 1    | Phil Mahre       | 120    | 4           |
| 2    | Ingemar Stenmark | 110    | 2           |
| 3    | Steve Mahre      | 92     | 2           |
| 4    | Paolo de Chiesa  | 68     | -           |
| 5    | Franz Gruber     | 66     | -           |
| 6    | Bojan Križaj     | 63     | 1           |
| 7    | Joël Gaspoz      | 49     | -           |
| 8    | Marc Girardelli  | 44     | -           |
| 8    | Paul Frommelt    | 44     | -           |
| 10   | Stig Strand      | 39     | -           |

| Rang | Nom                      | Points | Victoire(s) |
| ---- | ------------------------ | ------ | ----------- |
| 1    | Erika Hess               | 125    | 5           |
| 2    | Ursula Konzett           | 100    | 1           |
| 3    | Christin Cooper          | 83     | 2           |
| 4    | Maria-Rosa Quario        | 78     | -           |
| 5    | Perrine Pelen            | 67     | -           |
| 6    | Daniela Zini             | 66     | -           |
| 7    | Anni Kronbichler         | 59     | -           |
| 8    | Maria Epple              | 56     | -           |
| 9    | Hanni Wenzel             | 45     | 1           |
| 10   | Petra Wenzel             | 43     | -           |
| 10   | Małgorzata Tlałka-Mogore | 43     | -           |

### Combiné
| Rang | Nom                    | Points | Victoire(s) |
| ---- | ---------------------- | ------ | ----------- |
| 1    | Phil Mahre             | 75     | 3           |
| 2    | Andreas Wenzel         | 60     | -           |
| 3    | Even Hole              | 42     | -           |
| 4    | Hubertus von Hohenlohe | 38     | -           |
| 5    | Michel Vion            | 28     | -           |
| 5    | Klaus Gattermann       | 28     | -           |
| 7    | Steve Mahre            | 25     | 1           |
| 7    | Pirmin Zurbriggen      | 25     | 1           |
| 9    | Peter Lüscher          | 24     | -           |
| 9    | Scott Saunders-Sanchez | 24     | -           |

| Rang | Nom                 | Points | Victoire(s) |
| ---- | ------------------- | ------ | ----------- |
| 1    | Irene Epple         | 85     | 2           |
| 2    | Erika Hess          | 77     | 1           |
| 3    | Cindy Nelson        | 43     | -           |
| 4    | Lea Sölkner         | 41     | -           |
| 5    | Christin Cooper     | 37     | 1           |
| 6    | Christa Kinshofer   | 24     | -           |
| 7    | Zoe Haas            | 22     | -           |
| 8    | Traudi Hächer-Gavet | 19     | -           |
| 8    | Abbi Fisher         | 19     | -           |
| 10   | Elisabeth Kirchler  | 18     | -           |

## Calendrier et résultats

### Messieurs
| Date                                                               | Lieu                      | Épreuve     | Vainqueur         | Second            | Troisième                   |
| ------------------------------------------------------------------ | ------------------------- | ----------- | ----------------- | ----------------- | --------------------------- |
| 6 décembre 1981                                                    | Val d'Isère               | Descente    | Franz Klammer     | Peter Müller      | Toni Bürgler                |
| 8 décembre 1981                                                    | Aprica                    | Géant       | Joël Gaspoz       | Phil Mahre        | Ingemar Stenmark            |
| 8 décembre 1981                                                    | Aprica Val d'Isère        | Combiné     | Phil Mahre        | Andreas Wenzel    | Leonhard Stock              |
| 9 décembre 1981                                                    | Madonna                   | Slalom      | Phil Mahre        | Ingemar Stenmark  | Paolo de Chiesa             |
| 13 décembre 1981                                                   | Val Gardena               | Descente    | Erwin Resch       | Konrad Bartelski  | Leonhard Stock              |
| 13 décembre 1981                                                   | Val Gardena Madonna       | Combiné     | Phil Mahre        | Andreas Wenzel    | Even Hole                   |
| 14 décembre 1981                                                   | Cortina d'Ampezzo         | Slalom      | Steve Mahre       | Phil Mahre        | Ingemar Stenmark            |
| 15 décembre 1981                                                   | Cortina d'Ampezzo         | Géant       | Boris Strel       | Phil Mahre        | Joël Gaspoz                 |
| 21 décembre 1981                                                   | Crans Montana             | Descente    | Steve Podborski   | Peter Müller      | Ken Read                    |
| 9 janvier 1982                                                     | Morzine                   | Géant       | Ingemar Stenmark  | Phil Mahre        | Marc Girardelli             |
| 12 janvier 1982                                                    | Bad Wiessee               | Slalom      | Ingemar Stenmark  | Franz Gruber      | Phil Mahre                  |
| 15 janvier 1982                                                    | Kitzbühel                 | Descente    | Harti Weirather   | Steve Podborski   | Ken Read                    |
| 15 janvier 1982                                                    | Kitzbühel Bad Wiessee     | Combiné     | Phil Mahre        | Andreas Wenzel    | Peter Röth                  |
| 16 janvier 1982                                                    | Kitzbühel                 | Descente    | Steve Podborski   | Franz Klammer     | Ken Read                    |
| 17 janvier 1982                                                    | Kitzbühel                 | Slalom      | Ingemar Stenmark  | Phil Mahre        | Paolo de Chiesa Steve Mahre |
| 19 janvier 1982                                                    | Adelboden                 | Géant       | Ingemar Stenmark  | Phil Mahre        | Max Julen                   |
| 23 janvier 1982                                                    | Wengen                    | Descente    | Harti Weirather   | Erwin Resch       | Peter Wirnsberger           |
| 24 janvier 1982                                                    | Wengen                    | Slalom      | Phil Mahre        | Ingemar Stenmark  | Paul Frommelt               |
| 25 janvier 1982                                                    | Wengen                    | Combiné     | Pirmin Zurbriggen | Ivan Pacak        | Thomas Kementar             |
| Championnats du monde à Schladming du 28 janvier au 7 février 1982 |                           |             |                   |                   |                             |
| 9 février 1982                                                     | Kirchberg in Tirol        | Géant       | Ingemar Stenmark  | Phil Mahre        | Marc Girardelli             |
| 13 février 1982                                                    | Garmisch Arlberg-Kandahar | Descente    | Steve Podborski   | Conradin Cathomen | Harti Weirather             |
| 14 février 1982                                                    | Garmisch Arlberg-Kandahar | Slalom      | Steve Mahre       | Phil Mahre        | Paolo de Chiesa             |
| 14 février 1982                                                    | Garmisch Arlberg-Kandahar | Combiné     | Steve Mahre       | Michel Vion       | Peter Lüscher               |
| 27 février 1982                                                    | Whistler                  | Descente    | Peter Müller      | Steve Podborski   | Dave Irwin                  |
| 5 mars 1982                                                        | Aspen                     | Descente I  | Peter Müller      | Harti Weirather   | Conradin Cathomen           |
| 6 mars 1982                                                        | Aspen                     | Descente II | Peter Müller      | Todd Brooker      | Helmut Höflehner            |
| 13 mars 1982                                                       | Jasna                     | Géant       | Steve Mahre       | Hans Enn          | Phil Mahre                  |
| 14 mars 1982                                                       | Jasna                     | Slalom      | Phil Mahre        | Ingemar Stenmark  | Steve Mahre Anton Steiner   |
| 17 mars 1982                                                       | Bad Kleinkirchheim        | Géant       | Steve Mahre       | Phil Mahre        | Pirmin Zurbriggen           |
| 19 mars 1982                                                       | Kranjska Gora             | Géant       | Phil Mahre        | Hans Enn          | Marc Girardelli             |
| 20 mars 1982                                                       | Kranjska Gora             | Slalom      | Bojan Križaj      | Ingemar Stenmark  | Franz Gruber                |
| 24 mars 1982                                                       | San Sicario               | Géant       | Pirmin Zurbriggen | Marc Girardelli   | Phil Mahre                  |
| 26 mars 1982                                                       | Montgenèvre               | Slalom      | Phil Mahre        | Ingemar Stenmark  | Joël Gaspoz                 |

### Dames
| Date                                                               | Lieu                    | Épreuve     | Vainqueur                   | Seconde                     | Troisième         |
| ------------------------------------------------------------------ | ----------------------- | ----------- | --------------------------- | --------------------------- | ----------------- |
| 4 décembre 1981                                                    | Val d'Isère             | Géant       | Irene Epple                 | Erika Hess                  | Tamara McKinney   |
| 10 décembre 1981                                                   | Pila                    | Géant       | Irene Epple                 | Hanni Wenzel                | Tamara McKinney   |
| 12 décembre 1981                                                   | Piancavallo             | Slalom      | Hanni Wenzel                | Erika Hess                  | Ursula Konzett    |
| 13 décembre 1981                                                   | Piancavallo             | Slalom      | Erika Hess                  | Hanni Wenzel                | Maria-Rosa Quario |
| 18 décembre 1981                                                   | Saalbach                | Descente I  | Marie-Cécile Gros-Gaudenier | Doris de Agostini           | Sigrid Wolf       |
| 18 décembre 1981                                                   | Saalbach Val d'Isère    | Combiné     | Irene Epple                 | Erika Hess                  | Christa Kinshofer |
| 19 décembre 1981                                                   | Saalbach                | Descente II | Doris de Agostini           | Marie-Cécile Gros-Gaudenier | Irene Epple       |
| 21 décembre 1981                                                   | Saint-Gervais           | Slalom      | Erika Hess                  | Anni Kronbichler            | Ursula Konzett    |
| 21 décembre 1981                                                   | Saint-Gervais Saalbach  | Combiné     | Christin Cooper             | Lea Sölkner                 | Irene Epple       |
| 22 décembre 1981                                                   | Chamonix                | Géant       | Elisabeth Chaud             | Irene Epple                 | Erika Hess        |
| 3 janvier 1982                                                     | Maribor                 | Slalom      | Erika Hess                  | Maria-Rosa Quario           | Olga Charvatova   |
| 8 janvier 1982                                                     | Pfronten                | Géant       | Irene Epple                 | Erika Hess                  | Maria Epple       |
| 13 janvier 1982                                                    | Grindelwald             | Descente I  | Gerry Sorensen              | Marie-Cécile Gros-Gaudenier | Elisabeth Chaud   |
| 14 janvier 1982                                                    | Grindelwald             | Descente II | Gerry Sorensen              | Irene Epple                 | Cindy Nelson      |
| 14 janvier 1982                                                    | Grindelwald II Pfronten | Combiné     | Irene Epple                 | Erika Hess                  | Cindy Nelson      |
| 18 janvier 1982                                                    | Bad Gastein             | Descente I  | Holly Flanders              | Lea Sölkner                 | Sylvia Eder       |
| 19 janvier 1982                                                    | Bad Gastein             | Descente II | Sylvia Eder                 | Elisabeth Chaud             | Holly Flanders    |
| 20 janvier 1982                                                    | Bad Gastein             | Slalom      | Erika Hess                  | Ursula Konzett              | Fabienne Serrat   |
| 20 janvier 1982                                                    | Bad Gastein             | Combiné     | Erika Hess                  | Irene Epple                 | Lea Sölkner       |
| 22 janvier 1982                                                    | Lenggries               | Slalom      | Ursula Konzett              | Anni Kronbichler            | Erika Hess        |
| 23 janvier 1982                                                    | Berchtesgaden           | Slalom      | Christin Cooper             | Perrine Pelen               | Ursula Konzett    |
| Championnats du monde à Schladming du 28 janvier au 7 février 1982 |                         |             |                             |                             |                   |
| 9 février 1982                                                     | Oberstaufen             | Géant       | Maria Epple                 | Christin Cooper             | Erika Hess        |
| 13 février 1982                                                    | Arosa                   | Descente I  | Holly Flanders              | Cindy Nelson                | Maria Walliser    |
| 14 février 1982                                                    | Arosa                   | Descente II | Doris de Agostini           | Maria Walliser              | Gerry Sorensen    |
| 27 février 1982                                                    | Aspen                   | Géant       | Maria Epple                 | Erika Hess                  | Irene Epple       |
| 3 mars 1982                                                        | Waterville Valley       | Slalom      | Ursula Konzett              | Maria-Rosa Quario           | Tamara McKinney   |
| 4 mars 1982                                                        | Waterville Valley       | Géant       | Irene Epple                 | Maria Epple                 | Tamara McKinney   |
| 21 mars 1982                                                       | Alpe d'Huez             | Géant       | Erika Hess                  | Tamara McKinney             | Christin Cooper   |
| 21 mars 1982                                                       | Alpe d'Huez             | Slalom      | Erika Hess                  | Daniela Zini                | Tamara McKinney   |
| 25 mars 1982                                                       | San Sicario             | Géant       | Maria Epple                 | Erika Hess                  | Christin Cooper   |
| 27 mars 1982                                                       | Montgenèvre             | Slalom      | Christin Cooper             | Maria Epple                 | Dorota Tlałka     |

## Coupe des nations
| Rang | Nom                  | Points | Victoire(s) |
| ---- | -------------------- | ------ | ----------- |
| 1    | Autriche             | 1403   | 5           |
| 2    | Suisse               | 1383   | 15          |
| 3    | États-Unis           | 1148   | 18          |
| 4    | Allemagne de l'Ouest | 646    | 9           |
| 5    | France               | 595    | 2           |
| 6    | Italie               | 545    | -           |
| 7    | Liechtenstein        | 437    | 3           |
| 8    | Canada               | 433    | 5           |
| 9    | Suède                | 343    | 5           |
| 10   | Yougoslavie          | 282    | 2           |

| Rang | Nom           | Points | Victoire(s) |
| ---- | ------------- | ------ | ----------- |
| 1    | Autriche      | 884    | 4           |
| 2    | Suisse        | 805    | 6           |
| 3    | États-Unis    | 502    | 13          |
| 4    | Suède         | 298    | 5           |
| 5    | Italie        | 271    | -           |
| 6    | Canada        | 258    | 3           |
| 7    | Liechtenstein | 173    | -           |
| 8    | Yougoslavie   | 172    | 2           |
| 9    | Luxembourg    | 121    | -           |
| 10   | Norvège       | 97     | -           |

| Rang | Nom                  | Points | Victoire(s) |
| ---- | -------------------- | ------ | ----------- |
| 1    | États-Unis           | 646    | 5           |
| 2    | Allemagne de l'Ouest | 589    | 9           |
| 3    | Suisse               | 578    | 9           |
| 4    | France               | 538    | 2           |
| 5    | Autriche             | 523    | 1           |
| 6    | Italie               | 274    | -           |
| 7    | Liechtenstein        | 264    | 3           |
| 8    | Canada               | 175    | 2           |
| 9    | Yougoslavie          | 110    | -           |
| 10   | Tchécoslovaquie      | 58     | -           |

Classement final